# Радню Минчев
Радню Минчев Раднев е български офицер, генерал-полковник.

## Биография
Роден е на 11 февруари 1928 г. в пловдивското село Розовец. Учи в гимназии в Пловдив и Брезово. През 1949 г. завършва 69-и випуска на Народно военно училище „Васил Левски“ с танков профил. Тогава е назначен в танков взвод към учебната танкова рота на военното училище. От 1950 до 1951 е командир на курсантски взвод към танковата дружина на Народното военно танково училище в Ботевград. Между 1951 и 1952 г. е командир на танкова рота към Школата за запасни офицери. От 1952 до 1953 г. е помощник-началник на учебния отдел при Школата за запасни офицери. През 1955 г. завършва Бронетанковия факултет на Военнотехническата академия в София. След което е назначен за помощник-началник щаб на втори отделен танков полк в Ботевград. До 1960 г. е старши помощник-началник отдел „Бойна подготовка“ по тактика на танковите войски към първи стрелкови корпус на първа армия. В периода 1960 – 1963 г. е старши помощник-началник на отдел „Оперативна подготовка“ към Оперативния отдел на Генералния щаб на българската армия. Между 1963 и 1967 е старши помощник-началник на Оперативния отдел към Оперативното управление на Генералния щаб. След това до 1968 г. е заместник-началник на отдела. През 1970 г. завършва Военната академия на Генералния щаб на въоръжените сили на СССР. Между 1970 и 1972 г. началник на Оперативния отдел при Оперативното управление на Генералния щаб. От 1972 до 1973 г. е заместник-началник на Оперативното управление. В периода 15 март 1973 – 1978 г. е началник на Оперативното управление на Генералния щаб. През 1978 г. е назначен за началник-щаб на втора българска армия. През 1980 г. става началник-щаб на сухопътните войски. През 1982 г. завършва висш академичен курс във Военната академия на Генералния щаб на въоръжените сили на СССР. От 1984 г. е първи заместник-началник на Генералния щаб. Между 1986 и 1990 г. е кандидат-член на ЦК на БКП. От 14 август 1990 г. е назначен за първи заместник-министър на народната отбрана и началник на Генералния щаб на българската армия. Същата година е повишен в звание генерал-полковник. На този пост остава до 2 август 1991 г., когато е освободен с указ № 242. На 1 септември 1991 г. е уволнен от армията. Бил е заместник-председател на Българския антифашистки съюз. Умира на 19 март 2001 г. в София.

## Царичина
Името му се прочува покрай случая „Царичина“, където с негово позволение военни части на българската армия копаят дупка до село Царичина по указание на екстрасенс, за да търсят „съкровището на цар Самуил, извънземен разум, следи от Космоса, прародителят на човечеството“. Всичко това впоследствие се оказва мистификация.

## Образование
- Народно военно училище „Васил Левски“ – до 1949
- Военнотехническата академия, София – до 1955
- Военната академия на Генералния щаб на въоръжените сили на СССР – до 1970
- Военната академия на Генералния щаб на въоръжените сили на СССР – до 1982

## Военни звания
- подпоручик – 30 април 1949
- старши лейтенант – 24 август 1951
- капитан – 3 ноември 1953
- майор – 6 ноември 1957
- подполковник – 19 декември 1961
- полковник – 12 октомври 1966
- генерал-майор – 7 септември 1974
- генерал-лейтенант – 6 септември 1980
- генерал-полковник – 5 септември 1990

### Награди
- Орден „Народна република България“ II ст.
- Орден „Червено знаме“ – два пъти
- Орден „9 септември 1944“ I ст. с мечове